# Chernígovka (Vladímirovka)
Chernígovka (en georgiano: ჩერნიგოვკა) o Adzina (en abjasio: Аӡына, romanizado: Adzyna) es una aldea que pertenece a la parcialmente reconocida República de Abjasia, parte del distrito de Gulripshi, aunque de iure pertenece al municipio de Gulripshi de la República Autónoma de Abjasia de Georgia.

## Geografía
Chernígovka se encuentra en la llanura del Mar Negro, en el margen derecha del río Kodori. La aldea está a 25 km de Gulripshi y se administra desde el pueblo de Vladímirovka.

## Demografía
La evolución demográfica de Chernígovka entre 1959 y 1989 fue la siguiente:
| 158                                                 | 217 |
| (Fuente: Population of Abkhazia since Soviet times) |     |

Antes de la guerra de Abjasia, la mayoría de la población local eran georgianos, armenios y rusos (aunque históricamente la población se componía mayoritariamente de armenios).